# Xã Crookston, Quận Polk, Minnesota
Xã Crookston (tiếng Anh: Crookston Township) là một xã thuộc quận Polk, tiểu bang Minnesota, Hoa Kỳ. Năm 2010, dân số của xã này là 413 người.